# 还我家园
《还我家园》（英語：This Land Is Mine）是改编自新加坡前总检察长温长明教授的《The Advocate's Devil》小说系列中三部曲的最后一部《The Devil's Circle》，由方展发、林慧玲、沙比尔（Shabir）、马艺瑄、诺琳娜·穆罕默德、潘嗣敬、史瑞·巴尔加瓦、吴清樑、乔·贾斯米、艾莉·加斯凯尔等人主演的新加坡时代剧，剧情背景设定于1940年代二战后的新加坡，讲述了1945年的重要历史事件。剧集在2022年7月15日，每周一至五晚上10点起通过新传媒U频道为华语配音播出，也在2021年8月9日起在新传媒5频道为英语原音正式播出，以配合新加坡国庆庆祝活动。剧集收视率不俗，为2021年10大本地英语电视剧之一。

## 剧情简介
战争的结束，却是对抗不公义的开始......
二战结束，日军投降和英国殖民者撤离后，丢下幸存的人民面临新挑战。他们除了需要重建生活，还要寻找和“重建”自己接下来在这片土地上的身份和社会地位。几个人在家庭动荡、背叛、法庭阴谋和权力斗争等的“新常态”中展开新生活。

## 演员阵容
- 方展发 饰演 Dennis Chiang（丹尼斯·蒋），家境富裕的土生华人，June的堂兄。从马口镇归来的律师，就职于d’Almeida and d’Almeida律师事务所。由于被召唤担任战犯中村（日本宪兵队的一名军官）的辩护律师，以及日军在战时新加坡的暴行，他面临家人和公众的强烈批评。与Helen有感情线[4][5]。
- 林慧玲 饰演 June Chiang（琼·蒋），Dennis的堂妹。个性坚强的d’Almeida and d’Almeida律师事务所书记员，梦想是成为一名律师，但由于当时社会对女性的环境和刻板印象，她只能做一名文员[6]。
- 沙比尔（Shabir） 饰演 Habibullah
- 马艺瑄（英语：Sora Ma） 饰演 Helen，Joy World夜总会经理，实为马共成员，与Dennis有感情线[7][5][8]。
- 诺琳娜·穆罕默德 饰演 Mak，June的妈妈。
- 潘嗣敬 饰演 中村（Nakamura），日本宪兵队的一名军官。
- 史瑞·巴尔加瓦 饰演 George
- 吴清樑（英语：Charlie Goh） 饰演 Joe，Helen的上司，Joy World夜总会的老板[8]。
- 乔·贾斯米 饰演 Ahmad
- 艾莉·加斯凯尔 饰演 Mariam
- Emil Marwa 饰演 Simon，d’Almeida and d’Almeida律师事务所负责人
- Shona Benson

## 奖项与提名
- 《ContentAsia Awards》：最佳戏剧／电视电影（亚洲单一市场）

## 电视节目的变迁
| 新加坡 新传媒U频道 星期一至五 22:00 - 23:00 | 新加坡 新传媒U频道 星期一至五 22:00 - 23:00 | 新加坡 新传媒U频道 星期一至五 22:00 - 23:00 |
| ------------------------------------------- | ------------------------------------------- | ------------------------------------------- |
|                                             | 还我家园 （2022年7月15日－2022年8月4日） PG |                                             |
| 森林 （2022年6月13日－2022年7月14日）       | 双重人生 (2022年8月5日—2022年9月8日)        |                                             |

| 马来西亚 Astro AEC、Astro AEC HD 星期一至五 20:30 - 21:30 | 马来西亚 Astro AEC、Astro AEC HD 星期一至五 20:30 - 21:30 | 马来西亚 Astro AEC、Astro AEC HD 星期一至五 20:30 - 21:30 |
| --------------------------------------------------------- | --------------------------------------------------------- | --------------------------------------------------------- |
|                                                           | 还我家园 （2022年10月10日—2023年10月28日）                |                                                           |
| 黑天使 （2022年9月12日—2022年10月7日）                    | 灵医 （2022年10月31日—2022年11月18日）                    |                                                           |
| 星期一至五 16:30 - 17:30                                  |                                                           |                                                           |
| 黑天使（重播) （2023年9月4日—2023年9月29日）              | 还我家园（重播) （2023年10月2日—2023年10月23日）          | 灵探（重播) （2023年10月25日—2023年11月21日）             |